# International Harvester
La International Harvester Company (IHC o IH) è stata un'azienda statunitense costruttrice di macchine agricole, macchine per la costruzione edile, veicoli commerciali e camion.
Nel 1902, il finanziere J.P. Morgan fece fondere la McCormick Harvesting Machine Company e la Deering Harvester Company, oltre ad altre tre piccole aziende, per costituire la International Harvester.
La International Harvester ha venduto la sua divisione agricola nel 1985 e rinominato l'azienda Navistar International Corporation nel 1986.
La Case IH è stata costituita quando la divisione agricola si è fusa con la J.I. Case.

## Storia

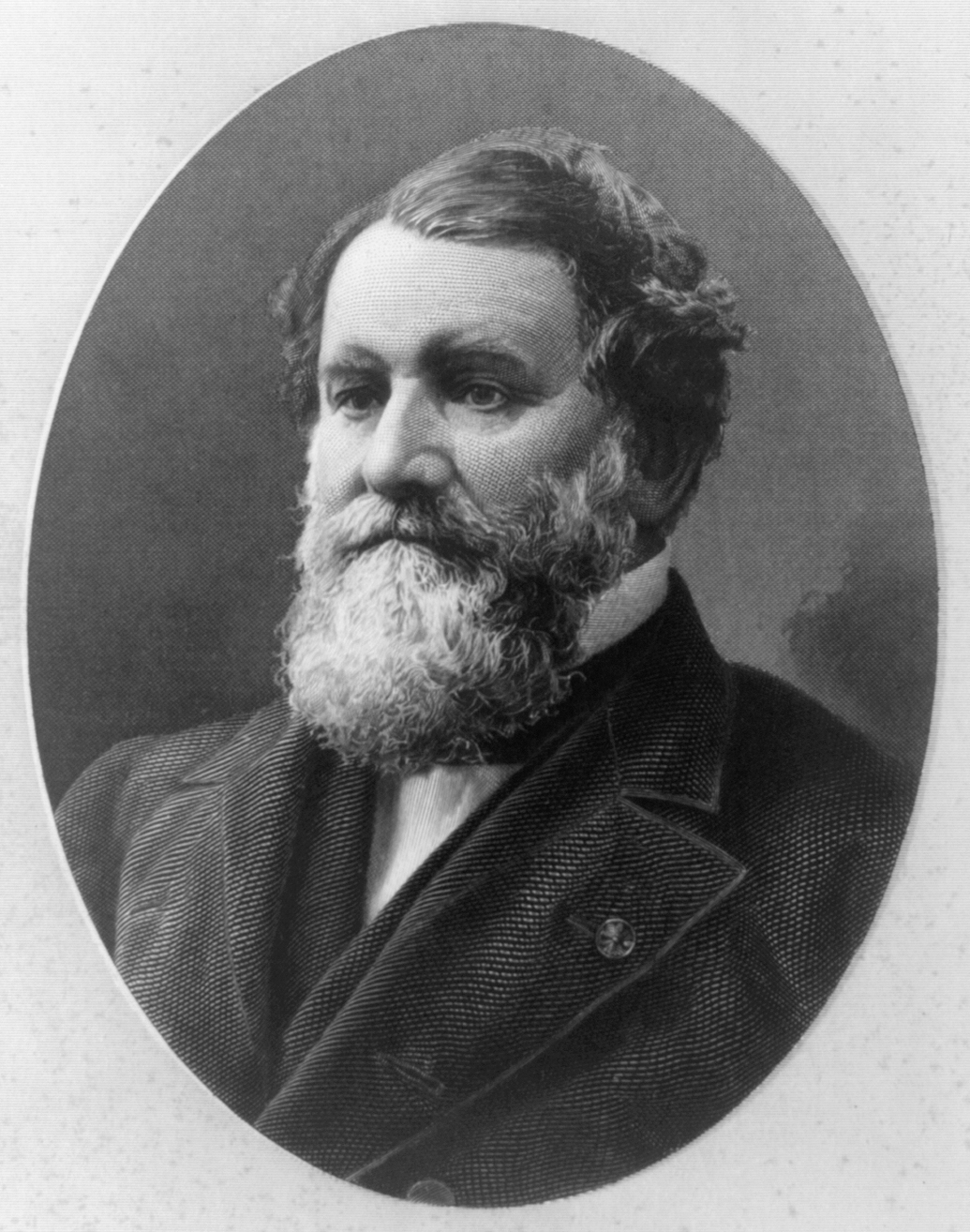
Cyrus Hall McCormick brevettò una delle prime macchine falcianti

### Fondazione della Società
Le radici della International Harvester risalgono agli anni '30 dell'800, quando Cyrus Hall McCormick, un inventore della Virginia, mise a punto una falciatrice a trazione equina con la quale fece una dimostrazione sul campo nel 1831 e di cui ottenne il brevetto nel 1834.
Insieme a suo fratello Leander J. McCormick (1819–1900), McCormick si recò a Chicago nel 1847 dove fondò la McCormick Harvesting Machine Company.
La falciatrice McCormick si vendette bene, parzialmente anche grazie a intelligenti ed innovative pratiche di vendita tra cui una rete di venditori capaci di fare dimostrazioni pratiche sul campo.
Inoltre le falciatrici giunsero sul mercato proprio in corrispondenza dello sviluppo delle ferrovie offrendo la possibilità di una rapida distribuzione su tutto il territorio nazionale.
McCormick morì nel 1884, e la sua società passò al figlio, Cyrus McCormick, Jr..

### Gli anni d'oro della IH
Nel 1926 la marca della IH, Farmall, cominciò la produzione nel nuovo impianto di Rock Island (Illinois), del nuovo trattore Farmall.
Entro il 1930, si giunse alla produzione del 100.000º trattore Farmall.
Il desiderio della IH di costruire un trattore di uso generale che potesse andare incontro alle esigenze della "famiglia media" di agricoltori americani sfociò nella serie di trattori identificati con lettere dell'alfabeto disegnate dal famoso Raymond Loewy a partire dal 1939 ed ebbe un vasto successo nei successivi anni '40 e '50 malgrado la concorrenza dei trattori Ford, John Deere e altri.

### Decadenza e fine
Nel 1979 la IH nominò un nuovo amministratore delegato con lo scopo di migliorare i margini di profitto tagliando drasticamente i costi di produzione.
La produzione di modelli non profittevoli fu interrotta e il numero degli impianti di produzione ridotto.

## Divisioni e prodotti

### Agricoltura

#### La "Serie delle lettere"
Per il modello 1939, il designer Raymond Loewy disegnò una nuova serie di trattori dalla linea accattivante che, insieme a nuovi contenuti diede inizio alla cosiddetta "letter series" (A, B, BN, C, H e M) della Farmall e alla "standard series" (W-4, W-6 and W-9) della McCormick-Deering.

#### Il richiamo della Serie 60
Nel luglio del 1958, la IH lanciò una campagna per introdurre una nuova linea di trattori per rivitalizzare le vendite calanti.
La IH fece venire più di 12.000 venditori da più di 25 nazioni alla fattoria di dimostrazione di Hinsdale (Illinois) dove mostrò la sua nuova serie "60" tra cui i grandi e primi del loro genere, trattori 460 e 560 con motore a sei cilindri.
Ma il successo fu breve, nel 1959 la IH fu costretta a richiamare i modelli 460, 560, e 660 per gravi problemi alla trasmissione finale in quanto, essendo queste parti meccaniche sostanzialmente invariate dal 1939, avevano mostrato una anomala usura a causa della maggior potenza del modelli Serie 60.

### Anni '60
Nel 1963 la IH introdusse i modelli 706 da 73 CV (54 kW) e 806 da 95CV (71 kW).
Nel 1964 la IH produsse il suo 4 milionesimo trattore, un 806.
Nel 1965 la IH introdusse il suo primo trattore da 100 CV (75 kW) a due ruote motrici, il 1206.
dal 1965 per il 706, l'806 ed il nuovo 1206 si rese disponibile un'altra opzione: una cabina chiusa direttamente installata in fabbrica (prodotta dalla Stopler Allen Co.).
Questa cabina è spesso chiamata "Ice Cream Box" (scatola da gelato)per la sua forma.
La cabina poteva essere dotata di un ventilatore e di riscaldamento.
Nel 1967, furono costruiti oltre 100.000 modelli 706, 806 e 1206.
Il 1967 vide l'introduzione della serie "56" come sostituti della popolare serie "06".
Questi nuovi "56" erano più grandi e più potenti della serie "06".
I nuovi modelli erano il 656 da 65 CV (48 kW), il 756 da 76 CV (57 kW), l'856 da 101 CV (75 kW) e infine il modello 1256 da 116 CV (87 kW).
La cabina "scatola da gelato" era ancora in opzione.
Nel 1969 la IH introdusse per la prima volta la serie 1456 con motore Turbo da 131 CV (98 kW).
Nello stesso anno, per il modello da 91 CV (68 kW) 826 fu introdotta l'opzione di cambio o di trasmissione idrostatica.
La cabina "scatola da gelato" fu abbandonata e sostituita con la nuova cabina "custom" realizzato dalla Exel Industries, che poteva essere equipaggiata in fabbrica con aria condizionata, riscaldamento e una radio AM.
Un'altra pietra miliare per la IH fu nel 1970 l'introduzione del modello 1026 Hydro che era sostanzialmente una versione idrostatica del 1256, in quel momento il più potente trattore a trasmissione idrostatica prodotto negli Stati Uniti con 114 CV (85 kW).

### Anni '70
Nel 1971 la IH introdusse la nuova serie 66.
I nuovi modelli erano il 766 da 78 CV (58 kW), il 966 da 101 CV (75 kW), il 1066 turbo da 125 CV (93 kW), il 1466 Turbo da 145 CV (108 kW) e infine il 1468 V-8 da 145 CV (108 kW).
Insieme ad essi fu introdotto il 4166 4WD da 130 CV (97 kW) a trazione integrale.
I modelli 966 e 1066 erano disponibili con trasmissione automatica o manuale e con due cabine diverse a scelta, la "custom" e la "deluxe".
Entrambe potevano essere dotate di aria condizionata, di riscaldamento e di radio AM-FM.
Nel 1972 il modello 666 sostituì il 656, il 1568 V8 da 150 CV (110 kW) sostituì il 1468, e furono introdotti i due nuovi modelli 1566da 160 CV (120 kW) e 4366 4WD da 163 CV (122 kW) a trazione integrale.
La cabina "custom" fu eliminata e la cabina "deluxe" fu dipinta di rosso invece che di bianco.
Il 1º febbraio 1974 alle ore 09:00, il 5 milionesimo trattore uscì dalla catena di montaggio dello stabilimento di Farmall in Illinois.
La IH fu il primo produttore di trattori a ottenere questo risultato.
Sempre nel 1973, la IH ufficialmente abbandonò il nome "Farmall" per i suoi trattori.
Questo fatto concluse un'epoca che aveva avuto inizio con il primo Farmall "di serie" nel 1924.

### Anni '80
Nel settembre del 1981, la IH annunciò la nuova "Serie 50", che comprendeva il 5088 da 136 CV (101 kW) , il 5288 da162 CV (121 kW) e il 5488 da 187 CV (139 kW).
La IH mise in produzione anche la più piccola "serie 30" che includeva il 3088 da 81 CV (60 kW), il 3288 da 90 CV (67 kW), il 3488Hydro da 112 CV (84 kW) e il 3688 da CV 113 (84 kW).
Questi nuovi trattori erano progettati dal designer industriale Gregg Montgomery; il nuovo design elegante della "Serie 50" e della "serie 30" avrebbe costituito una svolta per l'aspetto di trattori di quel tempo.
La IH spese oltre 29 milioni di dollari per sviluppare questa nuova serie.
Oltre all'aspetto esteriore ci furono anche molte innovazioni tecnologiche legate alle serie 50 e 60.
La IH divenne il primo produttore di aggiungere un computer a un trattore agricolo.
Altre innovazioni erano il cambio tipo "z" a 18 marce sincronizzate, un sistema di raffreddamento che aspirava l'aria da sopra il cofano e la soffiava fuori dalla griglia anteriore, un sistema idraulico a 3 pompe e un nuovo sistema di gancio posteriore.
La Serie 50 aveva una garanzia sul motore senza precedenti di tre anni o 2.500 ore di lavoro, che sarebbe poi diventata lo standard nel settore.
Pur senza raggiungere nuovi record di vendita, la IH vendette una quantità rispettabile di questi trattori durante il loro breve tempo di produzione.
Il 14 maggio 1985 l'ultimo trattore IH uscì dalla linea di produzione, un FWA 5488.

### Marchi utilizzati

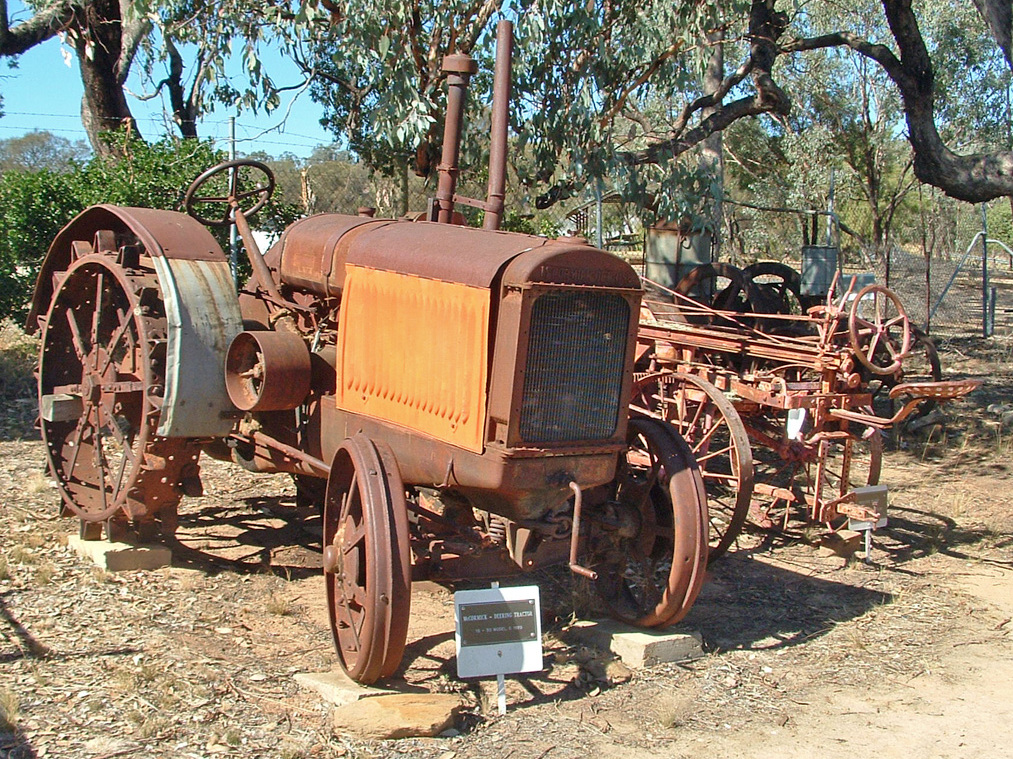
Trattore McCormick Deering

La IH utilizzò negli anni diversi marchi per i propri prodotti:
- International (1902–1985)
- Titan (1910–1924)
- Mogul (1911–1924)
- McCormick–Deering (1923–1947)
- McCormick (1947–1958)
- Farmall (1924–1973)
- Fairway (1924–1938)
- Electrall (1954–1956)

## Galleria d'immagini

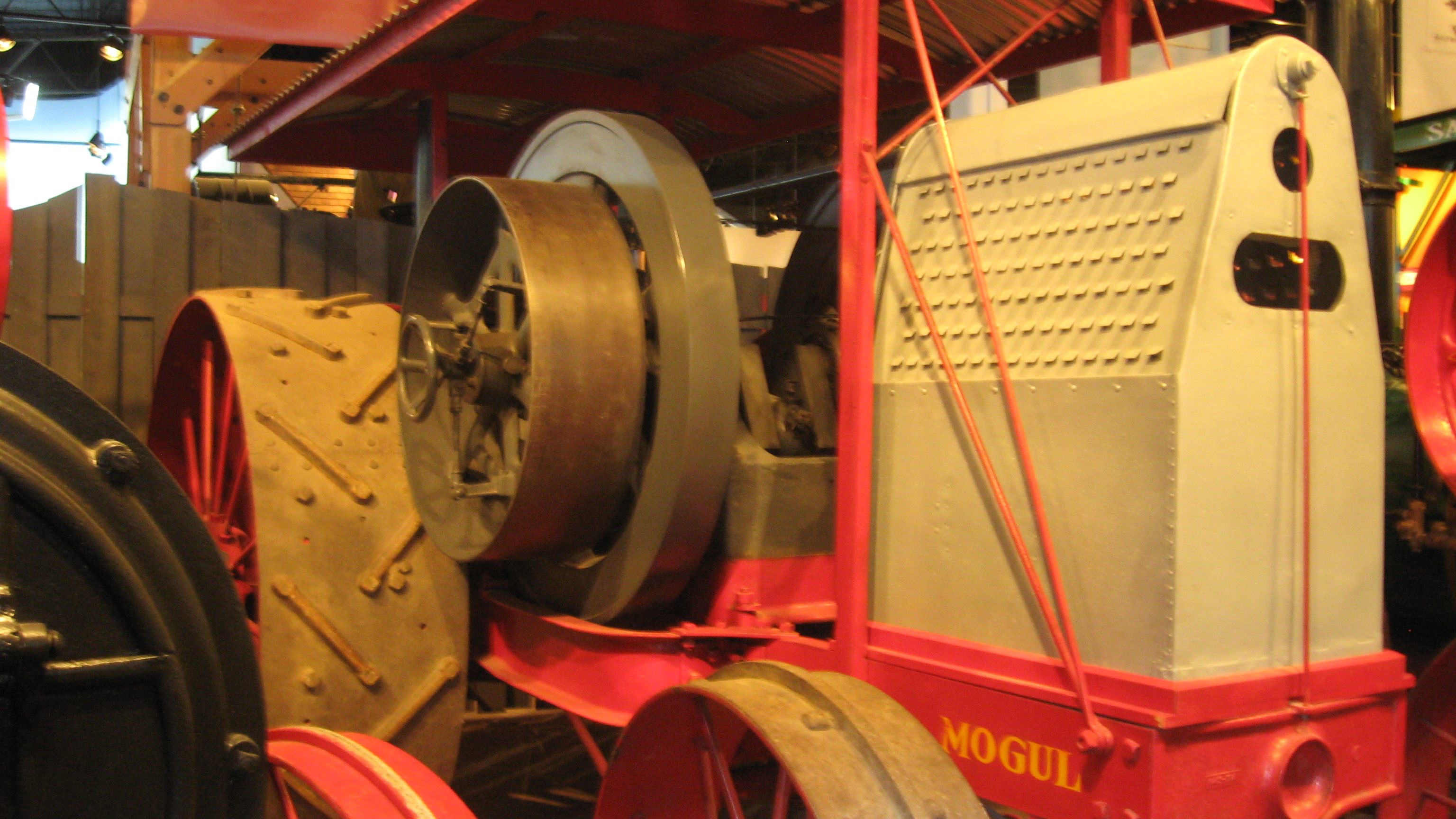
Il Type C Mogul del 1911 era tipico della sua serie
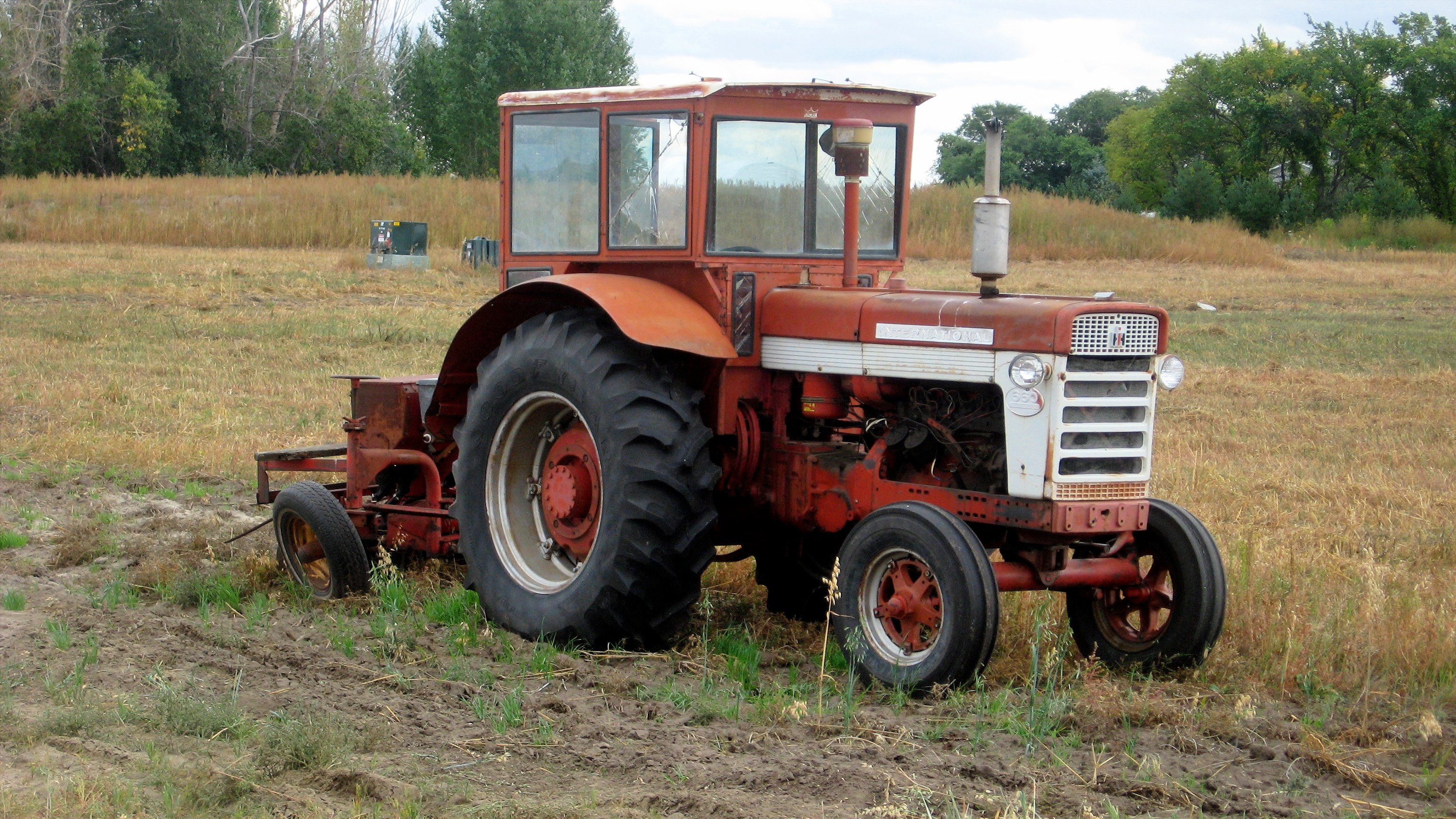
Un International 660 nel Saskatchewan rurale
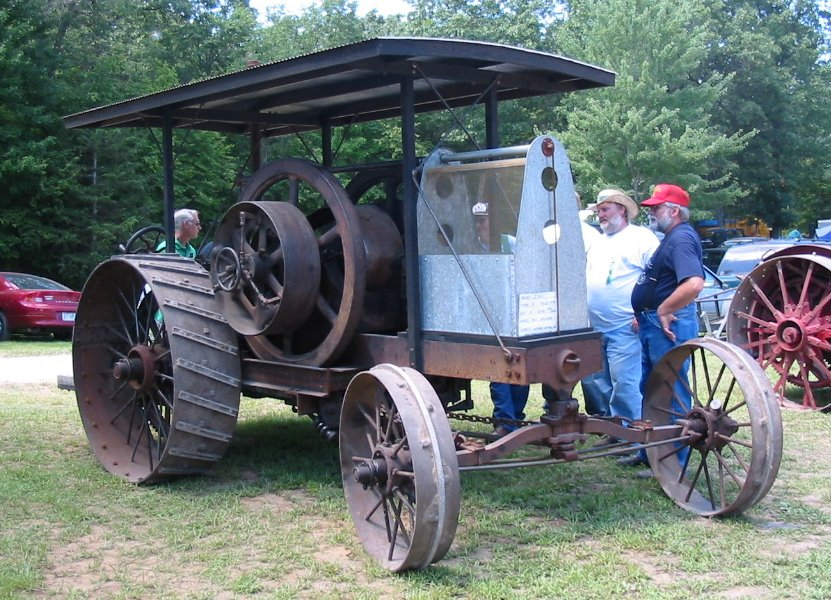
Un trattore International del 1920
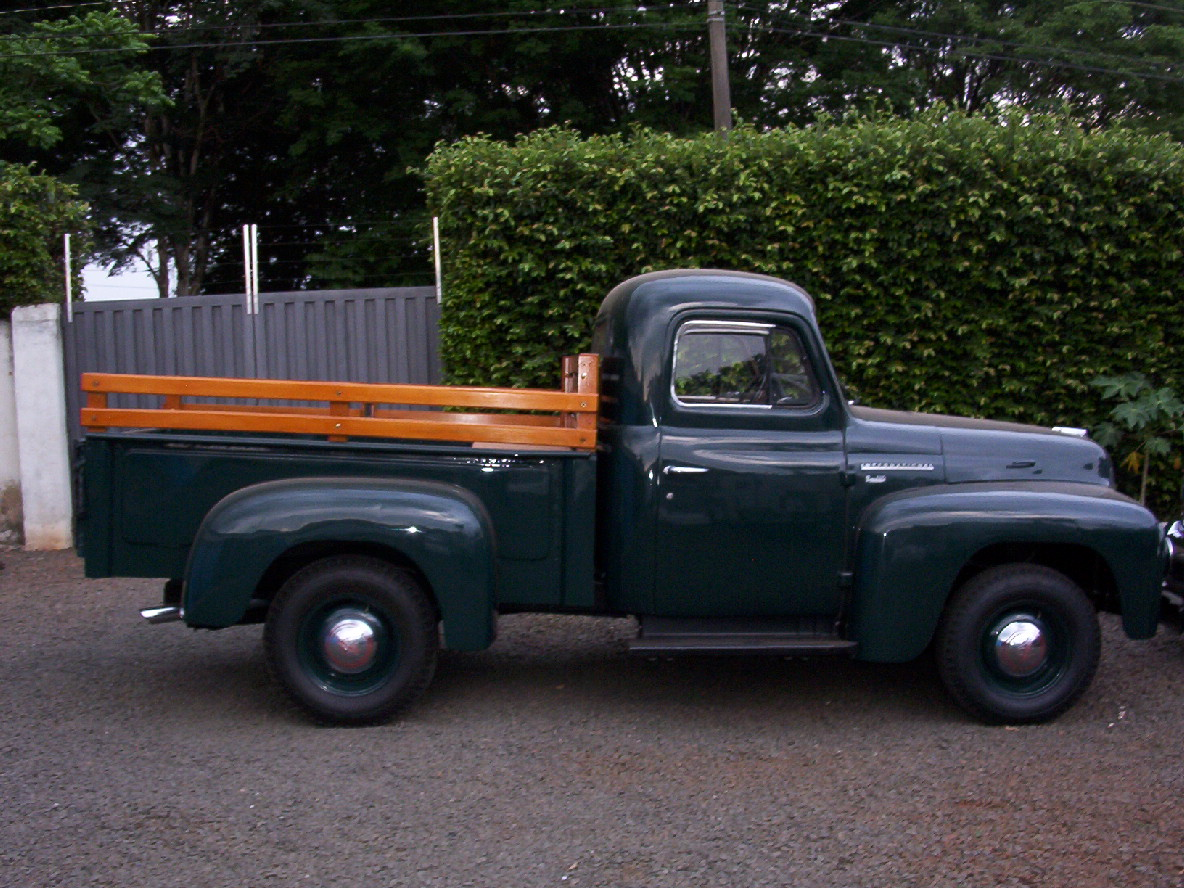
Un pickup del 1954 modello R-110
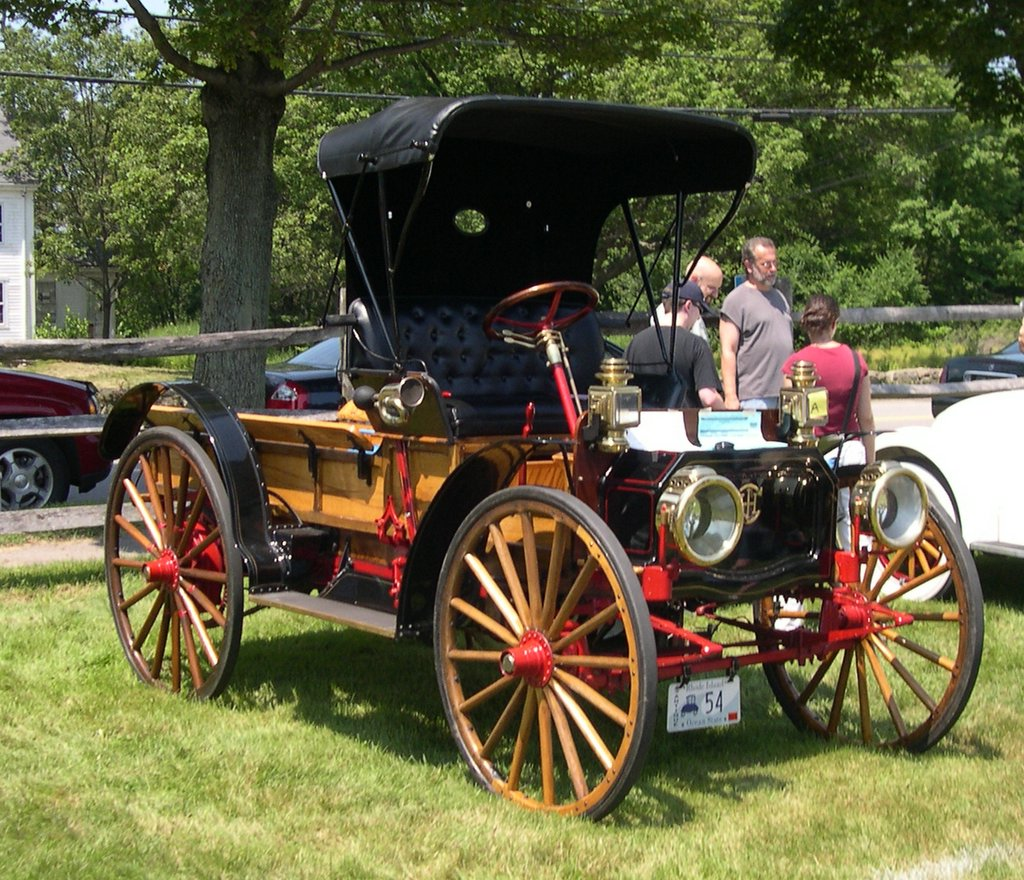
Un International Harvester Auto Wagon del 1911
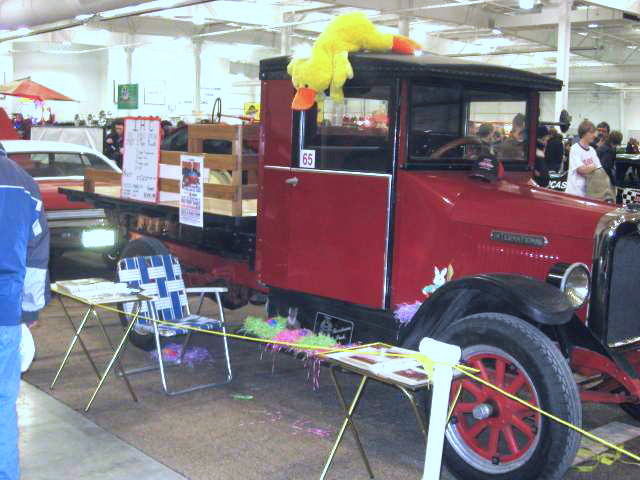
Un International one-ton stakebed del 1927
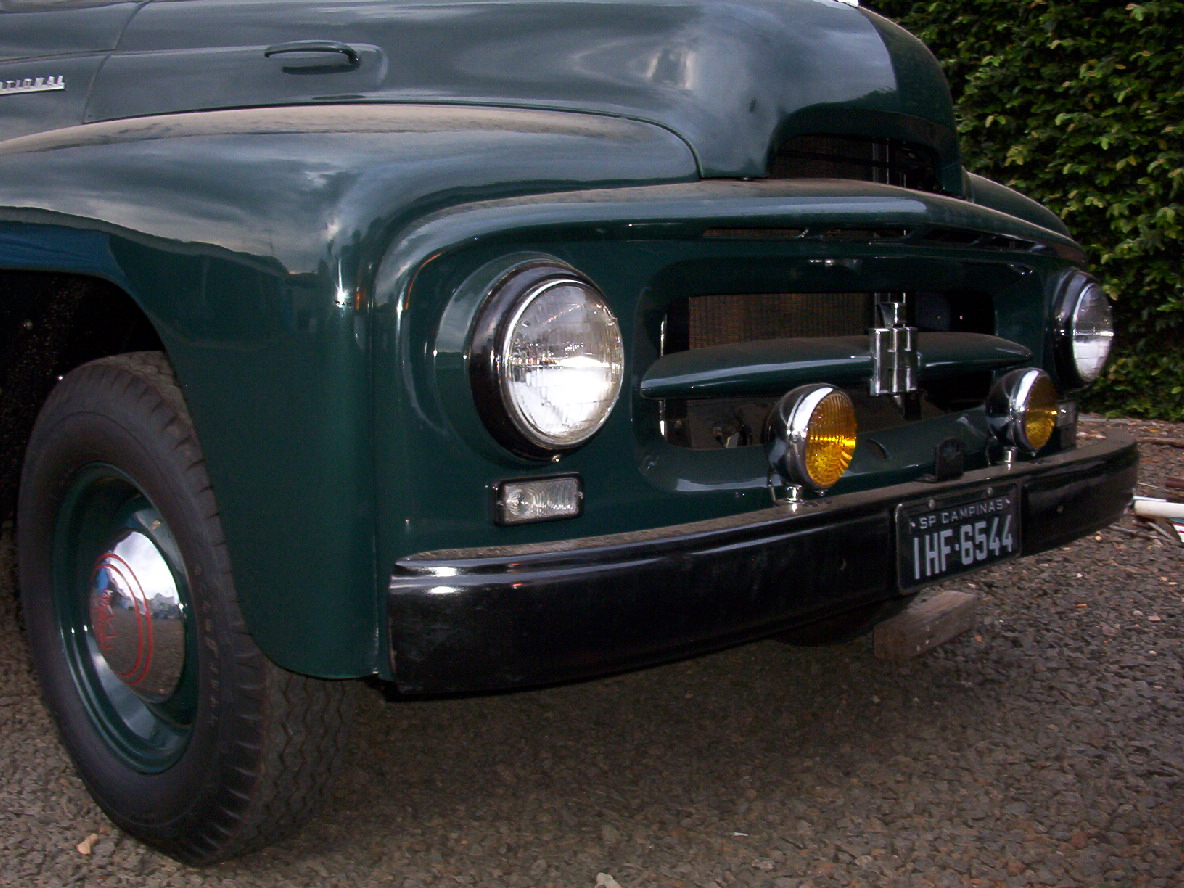
Un pickup del 1954 serie R-110
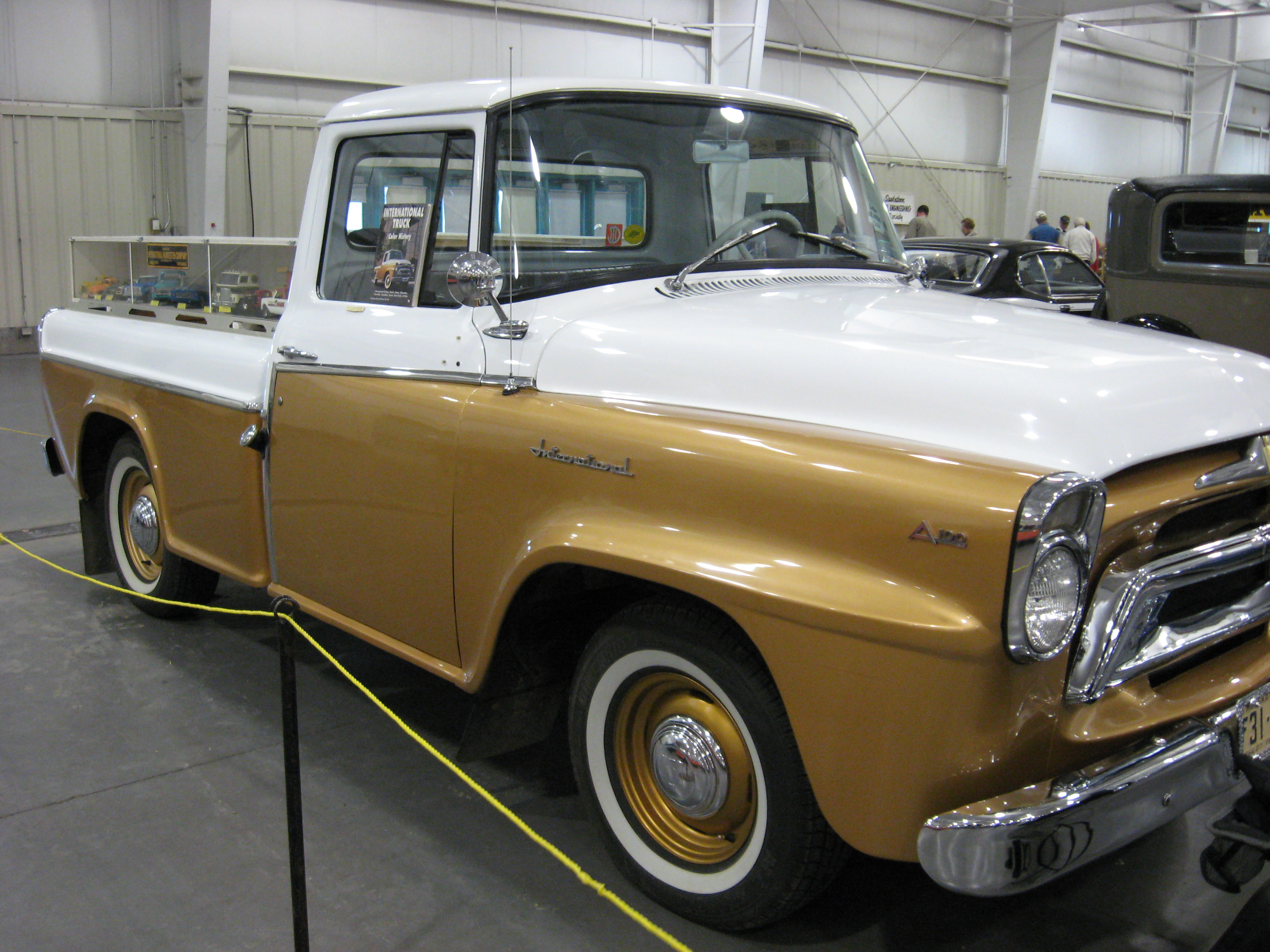
Un pickup A-series del 1957